# Литва на летних Олимпийских играх 1924
Литва принимала участие в Летних Олимпийских играх 1924 года в Париже (Франция) в первый раз как независимая страна, но не завоевала ни одной медали. Изначально планировалось участие литовских спортсменов в 7 видах спорта, однако они участвовали только в футболе и велоспорте.

## Состав сборной
Велоспорт
1. Исакас Аноликас
2. Иозас Вилпишаускас

 Футбол
1. Валерьёнас Бальчунас
2. Винцас Бартушка
3. Стяпас Гарбачаускас
4. Хансас Гечас
5. Юозас Жебраускас
6. Эдвардас Микучаускас
7. Стасис Разма
8. Стасис Сабаляускас
9. Юргис Хардингсонас
10. Ляунас Юозапайтис
11. Стасис Янушаускас

## Велоспорт
| Соревнование                 | Спортсмены         | Результат      | Место             |
| ---------------------------- | ------------------ | -------------- | ----------------- |
| Велошоссе (Раздельная гонка) | Исакас Аноликас    | не финишировал | не квалифицирован |
| Велошоссе (Раздельная гонка) | Иозас Вилпишаускас | не финишировал | не квалифицирован |

## Футбол
| Дата        | Соперник  | Результат |
| ----------- | --------- | --------- |
| 25 мая 1924 | Швейцария | 0:9 (0:4) |

Состав команды: Валерийонас Бальчюнас, Винцас Бартушка, Стяпас Гарбачаускас, Хансас Гечас, Юргис Хардингсонас, Стасис Янушаускас, Ляунас Юозапайтис, Эдвардас Микучаускас, Стасис Разма, Стасис Сабаляускас, Юозас Жебраускас.